# Transwaggon
Die Transwaggon-Gruppe mit Sitz in Zug in der Schweiz ist ein Vermieter von schienengebundenen Güterwagen. Sie gehört über die Waggon Holding zu gleichen Teilen VTG und der Waggonconsult, die von der Gründerfamilie um den jetzigen CEO, Per-Anders Benthin, gehalten wird.

## Geschichte und Aktivitäten

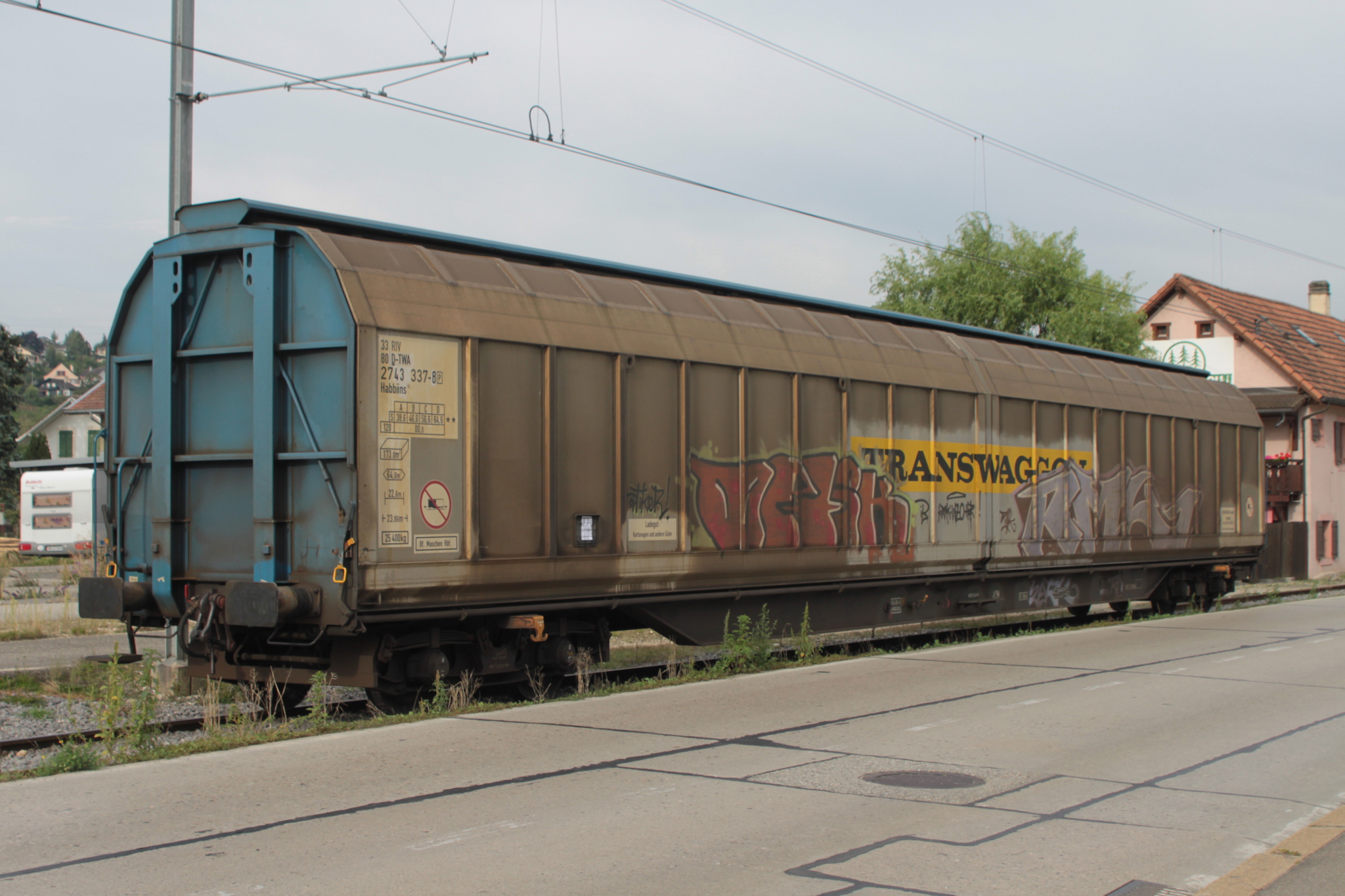
Transwaggon-Schiebwandwagen, Gattung: Habbiins14

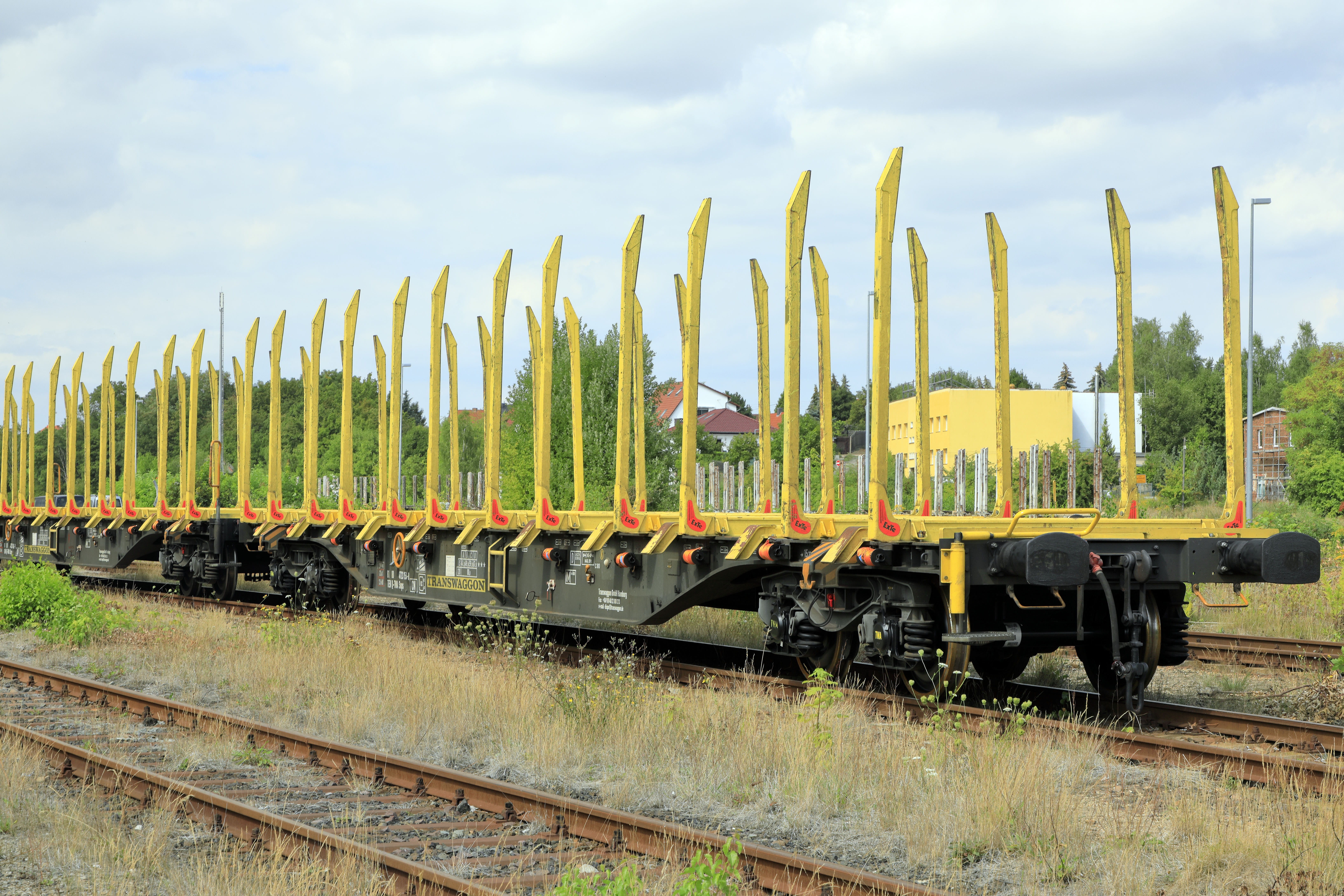
Transwaggon-Rungenwagen für Rundholz, Gattung: Snps

Das Unternehmen wurde 1965 gegründet. Der erste Wagen für Transwaggon wurde von Interconsult (Schweden) als dreiachsige Flachwageneinheit im Juni 1965 ausgeliefert. Die gewählte Konstruktion ermöglichte die Verladung von Fahrzeugen über die Mitte der Einheit (Kurzkupplung) und erhöhte dadurch die Auslastung um bis zu 50 %. Zusammen mit der abgesenkten Fußbodenhöhe von nur 1.000 mm war das eine bahnbrechende Entwicklung für die Schiene.
Die folgenden Jahre waren gekennzeichnet von vielen Neuentwicklungen sowie der Gründung weiterer Tochtergesellschaften. Vierachsige, kurzgekuppelte Flachwagen standen alsbald zusätzlich zur Verfügung, gefolgt von den ersten Typen gedeckter Wagen, damals noch ohne moderne Wandsysteme. Die Wagen wurden relativ bald durch Schiebewandwagen ersetzt, deren Öffnung auch die Schräge des Dachbereiches einschloss. Transwaggon war Pionier auf diesem Gebiet, auch als es galt, solche Wagen für das große Profil G2 zu entwickeln und zu beschaffen. Hinzu kamen sogenannte Ganzwandwagen, die sowohl mit Kran als auch mit Flurförderfahrzeugen be- oder entladen werden konnten.
Im Jahr 2006 wurde der 1984 gegründete schwedische Waggonvermieter Nordwaggon AB – ein Gemeinschaftsunternehmen von Swedcarrier und Electrolux mit circa 4000 Wagen – übernommen.
Für den Transport großvolumiger Maschinen und Fahrzeuge eröffnete der TWA 800 mit einer Fußbodenhöhe von nur 800 mm neue Möglichkeiten. Dieser Wagen wurde zusätzlich mit im Wagenboden versenkbaren Radvorlegern ausgerüstet, die eine einfache, sichere und kostengünstige Ladungssicherung von luftbereiften Räderfahrzeugen ermöglichten. Für den Wechselverkehr mit Spanien und zur Überwindung der unterschiedlichen Spurweite auf der iberischen Halbinsel wurde eine Transportlösung mit abnehmbaren, kranbaren Wagenkästen entwickelt.
Das Unternehmen bewirtschaftet insgesamt ca. 13.500 Güterwagen (davon sind rund 1.700 Flachwagen und rund 11.800 gedeckte Hauben- bzw. Schiebewandwagen) und verfügt über Töchter in Deutschland, Frankreich, Italien, Schweden, Türkei, sowie Repräsentanzen in Polen und Tschechien. Die Gruppe erbringt ihre Leistungen im europaweiten Verbund der Betriebsstellen. Die Kunden der Gruppe können sich hinsichtlich Dauer und Art der Benutzung der Wagen entscheiden. Es ist grundsätzlich zu differenzieren zwischen Langzeitvermietung und Reise-Charter-Leistungen (Vermietung für einzelne Reisen). Dabei überlässt Transwaggon  die Auswahl des Eisenbahnverkehrsunternehmens (EVU) i. d. R. dem Auftraggeber bzw. Versender.

## Sonstiges
Der 1929 geborene Gründer Udo-Wolfgang Benthin verstarb im April 2015.